# Rüdiger Helm
Rüdiger Helm (ur. 6 października 1956 w Neubrandenburgu) – niemiecki kajakarz, wielokrotny medalista olimpijski.
Reprezentował Niemiecką Republiką Demokratyczną. Dwa razy brał udział w igrzyskach i za każdym razem zdobywał po trzy medale. W Montrealu zwyciężył w jedynce na dystansie 1000 metrów i dwukrotnie stawał na najniższym stopniu podium. W Moskwie obronił tytuł mistrza olimpijskiego, drugie złoto dorzucił w czwórce oraz zajął trzecie miejsce w dwójce. Zdobywał medale mistrzostw świata, był m.in. w jedynce pięć razy najlepszy w swojej koronnej konkurencji 1000 metrów (1978, 1979, 1981, 1982 i 1983).